# Renaud Blanc
Pour les articles homonymes, voir Blanc (homonymie).
Renaud Blanc (né le 3 janvier 1991) est un coureur cycliste suisse, spécialiste du BMX.

## Palmarès en BMX

### Championnats du monde
- Medellin 2016
  - 9e du BMX

### Coupe du monde
- 2009 : 55e du classement général
- 2010 : 28e du classement général
- 2011 : 44e du classement général
- 2012 : 52e du classement général
- 2013 : 53e du classement général
- 2014 : 36e du classement général
- 2015 : 21e du classement général
- 2016 : 8e du classement général, un podium sur la manche de Manchester
- 2018 : 55e du classement général
- 2019 : 30e du classement général
- 2020 : 15e du classement général
- 2021 : 21e du classement général
- 2022 : 42e du classement général
- 2023 : 18e du classement général
- 2024 : 24e du classement général

### Championnats d'Europe
- 2008
  -  Médaillé de bronze du BMX cruiser juniors
- 2009
  -  Médaillé de bronze du BMX juniors

### Coupe d'Europe
- 2015 : 6e du classement général

### Championnats de Suisse
- 2010
  -  Champion de Suisse de BMX
- 2012
  -  Champion de Suisse de BMX